# Hypenopsis modesta
Hypenopsis modesta är en fjärilsart som beskrevs av William Schaus 1913. Hypenopsis modesta ingår i släktet Hypenopsis och familjen nattflyn. Inga underarter finns listade i Catalogue of Life.